# Teningen
Teningen es un municipio en el distrito de Emmendingen en Baden-Wurtemberg, Alemania.